# Optode
Une optode ou optrode est un capteur optique qui mesure une substance spécifique, généralement à l'aide d'un transducteur chimique.

## Composition
Pour fonctionner, une optode nécessite 3 composants : 
1. une substance chimique qui réagit avec un analyte ;
2. un polymère servant à immobiliser le transducteur chimique ;
3. un instrument (fibre optique, source lumineuse, détecteur…).

Généralement, la matrice en polymère des optodes enrobe l'extrémité d'une fibre optique, mais dans le cas d'une optode à onde évanescente, il enrobe une section de fibre dénudée.

## Fonctionnement
La méthode la plus employée est la mesure d'une luminescence induite par le produit que l'on veut doser,  mais les optodes peuvent employer différentes autres méthodes de mesures optiques  : la réflexion, l'absorption, l'onde évanescente, la luminescence (fluorescence et phosphorescence), la chimiluminescence, la résonance plasmon de surface. 
Dans une solution, la luminescence est déterminée par l'équation de Stern-Volmer. 
La fluorescence d'une molécule donnée est désactivée par certains analytes ; ainsi, les complexes de ruthénium sont désactivés par l'oxygène. Quand un fluorophore est immobilisé dans une matrice de polymère, cela crée d'innombrable micro-environnement, qui correspondent à divers coefficients de diffusion pour l'analyte. Cela mène à une relation non-linéaire entre la fluorescence et le désactivateur. On peut modéliser cette relation de diverses façons, mais la plus populaire est le modèle à deux sites proposé par James Demas (de l'Université de Virginie).
L'optode est dite ionique quand la gaine de la fibre optique (polymère) est traitée pour être sensible à un certain ion-cible en solution. Le gaine transformée en « membrane ionique » est faite d'un polymère contenant un ionophore qui ne réagit qu'à l’ion ciblé par la sonde, associé à un colorant indicateur. La lumière apportée par la fibre sera ainsi plus ou moins colorée par sa gaine et c'est ce signal coloré qui est utilisé pour le calcul de la quantité d’ions présents dans la membrane une fois l'équilibre ionique atteint.

## Exemple: dosage de l'oxygène
Le « rapport signal » à l'oxygène n'est pas linéaire ; ainsi, une optode est plus sensible aux basses concentrations d'oxygène, mais sa sensitivité décroît quand cette concentration augmente. Toutefois, dans l'eau, les capteurs d'une optode peuvent fonctionner dans toute la gamme de saturation en oxygène, de 0 à 100% ; et la calibration se fait comme pour l'électrode de Clark. La sonde ne consomme pas d'oxygène, n'est donc pas sensible à l'agitation et permet une stabilisation plus rapide du signal, et est donc recommandée.

## Utilisation en neurosciences
Les optrodes sont également utilisés en neurophysiologie, plus spécialement dans les domaines de l'électrophysiologie et de l'optogénétique. Depuis le début des années 2010, la pointe de ce type de capteur atteint un diamètre d’environ 10 microns, soit un diamètre inférieur à la taille du corps cellulaire d'un neurone, ce qui permet d'étudier l’activité d’un neurone à la fois. Des marqueurs de fluorescence sont préalablement injectés dans des sous-populations de neurones qui utilisent par exemple un neurotransmetteur donné. Des études peuvent aussi être réalisées sans nécessiter l'usage de marqueurs fluorescents. On fait alors appel à l'analyse spectroscopique de la lumière réfléchie. Yves De Koninck précise que "...l’optrode pourrait aussi servir à livrer des médicaments ou des gènes dans des neurones choisis." 

## Popularité
La popularité des capteurs optiques est grandissante en raison de leur faible coût et rusticité, d'une faible consommation énergétique et de leur stabilité à long terme. Ils constituent souvent une alternative intéressantes aux capteurs à base d'électrodes, ou à d'autres instruments analytiques plus compliqués, notamment dans le domaine de la surveillance environnementale. 
Toutefois, vers 2010, la résolution des mesures par optodes à oxygène n'atteignent pas celles des micro-capteurs cathodiques.